# Min hjälp kommer från Herren (Forsberg)
Min hjälp kommer från Herren är en psaltarpsalm med text från Psaltaren 121:2 (omkväde) och Psaltaren 121 (verser). Musiken är komponerad 1978 av Roland Forsberg.

## Publicerad i
- Psalmer och Sånger 1987 som nummer 763 under rubriken "Psaltarpsalmer och andra sånger ur bibeln".[1]